# Lagartijo

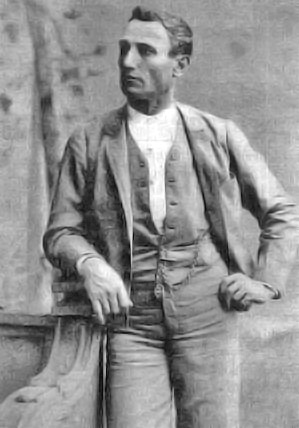
Lagartijo.

Rafael Molina Sánchez, bijnaam: Lagartijo (Córdoba, 27 november 1841 - aldaar, 1 augustus 1900) was een Spaanse torero.

## Biografie
Lagartijo (Spaans voor "hagedisje") werd geboren als zoon van "Niño de Dios" en neefje van "Poleo" in Córdoba. Reeds op zijn negende jaar, op 8 september 1851 vocht hij een stierengevecht. Vanaf 29 september 1865 mocht hij zich in Ubeda een volwaardig torero noemen.
Gedurende zijn lange carrière heeft hij het groot aantal van 1632 corrida's gevochten, waarvan 400 in Las Ventas, de plaza de toros van Madrid. Hij doodde daarin 4867 stieren in 29 opeenvolgende seizoenen. Zeven keer is hij ernstig gewond geraakt in zijn carrière, maar dat weerhield hem er niet van 42 jaar actief te zijn als torero.

## Uitspraken over Lagartijo
"Hij vocht niet meer in Sevilla" (Sevilla, 20 april 1884)
"Men zou zeggen dat hij geboren is in de holte van twee applaudisserende handen." (Pascual Millán)
"De beste stierenvechter van de 19e eeuw was 'Lagartijo'." (Bericht in "El Toreo")